# Ivan Tsjeparinov

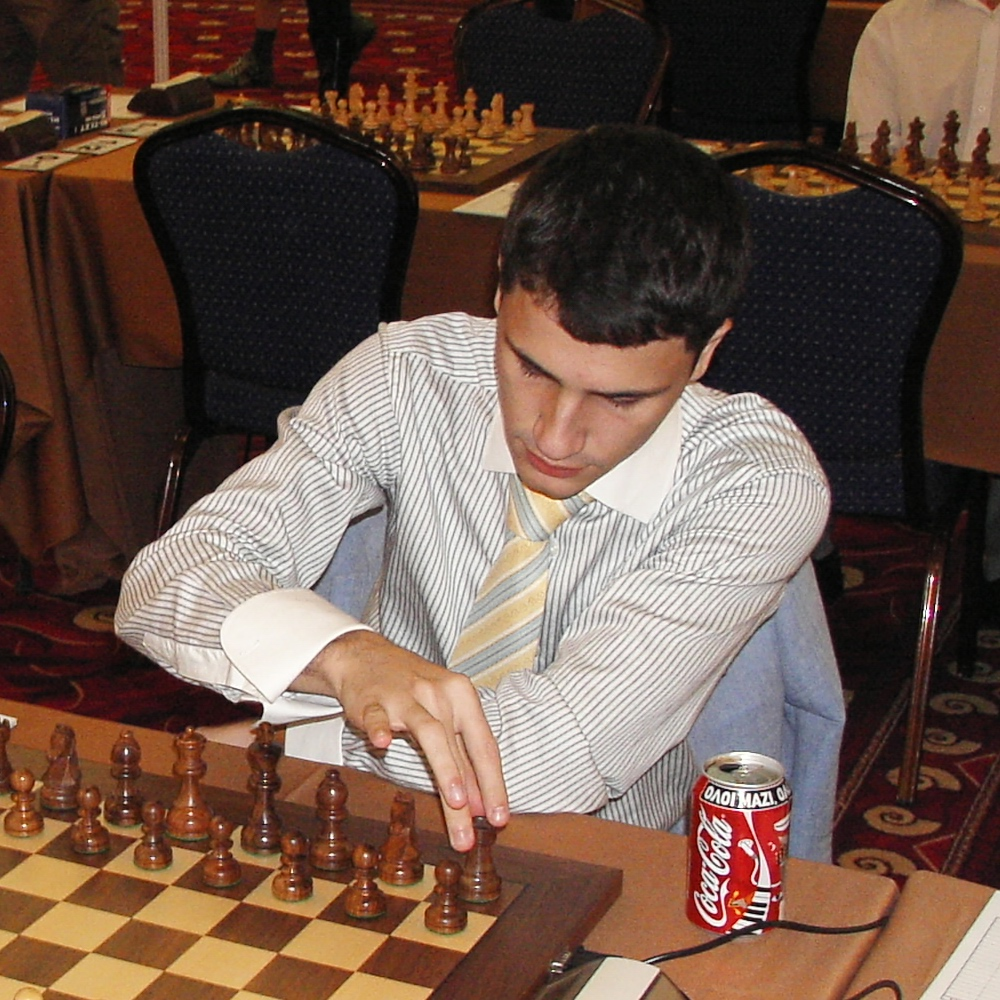
Ivan Tsjeparinov

Ivan Tsjeparinov (Engelse transliteratie: Ivan Cheparinov) (Bulgaars: Иван Чепаринов) (Asenovgrad, 26 november 1986) is een Bulgaarse schaker. Hij is, sinds 2004, een grootmeester (GM). 
Vier keer was hij kampioen van Bulgarije (2004, 2005, 2012, 2018). Tsjeparinov was deelnemer aan het toernooi om de FIDE World Cup in 2005, 2007, 2009, 2015 en 2017. 
In 2018 ging hij over naar de schaakfederatie van Georgië.

## Beginjaren
Op vijfjarige leeftijd leerde hij schaken. In 2000 won hij het juniorenkampioenschap van Bulgarije. 

## Secondant van Topalov
Tot 2007 was hij vooral bekend als de secondant van voormalig wereldkampioen Veselin Topalov.

## Toernooisuccessen
Van 23 mei t/m 3 juni 2005 speelde Tsjeparinov mee in het toernooi om het 79e kampioenschap van Bulgarije en eindigde hij met 9.5 punt uit 13 ronden op de eerste plaats. Nikolaj Ninov werd met 9 punten tweede terwijl Dejan Bojkov met 8.5 punt derde werd. 
In juli 2005 werd in Amsterdam het Amsterdam Chess Tournament 2005 toernooi gespeeld dat in de A-groep, bestaande uit 100 deelnemers, met 7 punten uit negen ronden door Pavel Eljanov gewonnen werd. Tsjeparinov eindigde met 6.5 punt op een gedeelde tweede plaats.
In oktober 2006 werd Tsjeparinov gedeeld eerste bij het Essent Open in Hoogeveen, met 7 pt. uit 9. In maart 2007 werd hij gedeeld eerste bij het Morelia Open toernooi. In april 2007 won hij met 7 pt. uit 9 partijen het in Malmö gehouden 15e Sigeman & Co toernooi. In april 2007 werd hij gedeeld 1e-7e bij het Europees Schaakkampioenschap in Dresden, maar Vladislav Tkachiev won de tiebreak. In januari 2008 passeerde zijn FIDE-rating voor de eerste keer de 2700. 
In juni 2009 en in juni 2010 won Tsjeparinov de Ruy Lopez Masters.
In juni 2011 werd hij gedeeld 1e-2e met Atanas Kolev in het 3e International Albena Open. In oktober 2011 werd hij gedeeld 3e-15e in de open sectie van het 15e Corsican Circuit.
In 2012 werd hij gedeeld 1e-3e met Ivan Sokolov en Jonny Hector bij de Politiken Cup in Kopenhagen; Tsjeparinov won vervolgens de tiebreak.
Tsjeparinov won in 2014, na tiebreak, het sterk bezette Gibraltar Chess Festival.

## Schaakteams
In 2004 nam hij met het Bulgaarse team deel aan de 36e Schaakolympiade; het team eindigde als negende.

## Incident in 2008
Bij het Corus-toernooi in 2008, werd de partij van Tsjeparinov tegen Nigel Short in de achtste ronde van groep B na de eerste zet verloren verklaard, omdat hij twee keer had geweigerd voor het begin van de partij Short een hand te geven. Na de weigering had Short de scheidsrechter geïnformeerd dat in een dergelijke situatie de regels  voorschrijven dat de partij per direct verloren verklaard wordt (Short herinnerde de scheidsrechter aan deze regel, omdat deze scheidsrechter kennelijk de bewuste regel nog niet kende). Het team van Tsjeparinov stelde dat een dergelijke regel niet bestaat. In hetzelfde toernooi was de partij Topalov-Kramnik ook gestart zonder handdruk, echter in dat geval had geen van de spelers een handdruk geweigerd, omdat beide spelers geen handdruk hadden aangeboden. De gedragsregels van FIDE vermelden het volgende: 
[a]ny player who does not shake hands with the opponent [...] before the game starts in a FIDE tournament or during a FIDE match (and does not do it after being asked to do so by the arbiter) [...] will immediately and finally lose the relevant game.
Vertaling: 
een speler die de tegenstander geen hand geeft [...] voor het begin van een partij in een FIDE-toernooi of tijdens een FIDE-match (en dat nog steeds niet doet na hiertoe te zijn verzocht door de scheidsrechter) [...] verliest per direct en definitief de bewuste schaakpartij.
De reden voor Tsjeparinov's weigering was, volgens het bezwaar dat werd ingediend door hem en zijn manager Silvio Danailov, dat "enige tijd geleden Short in een interview een zware belediging had geuit richting Tsjeparinov en zijn team". Zij claimden ook dat de scheidsrechter Tsjeparinov geen extra gelegenheid had geboden alsnog handen te schudden, maar onmiddellijk de partij verloren had verklaard. Na het protest, werd door de bezwaarcommissie, bestaande uit Vladimir Kramnik, Michał Krasenkow en Judit Polgár, het besluit om de partij verloren te verklaren teruggedraaid. De commissie besloot dat Tsjeparinov excuses moest maken richting Short, dat de partij de volgende dag opnieuw moest worden gespeeld en dat deze zou moeten worden begonnen met een handdruk. Uiteindelijk werd de partij gewonnen door Short. 
Het incident was gefilmd en werd door de schaaksite Chessdom op YouTube gezet, waar het meer dan 300,000 keer werd bekeken.